# Eremioscelio cultratus
Eremioscelio cultratus är en stekelart som beskrevs av Mikhail Vasilievich Kozlov 1971. Eremioscelio cultratus ingår i släktet Eremioscelio och familjen Scelionidae. Inga underarter finns listade i Catalogue of Life.